# Picrochole

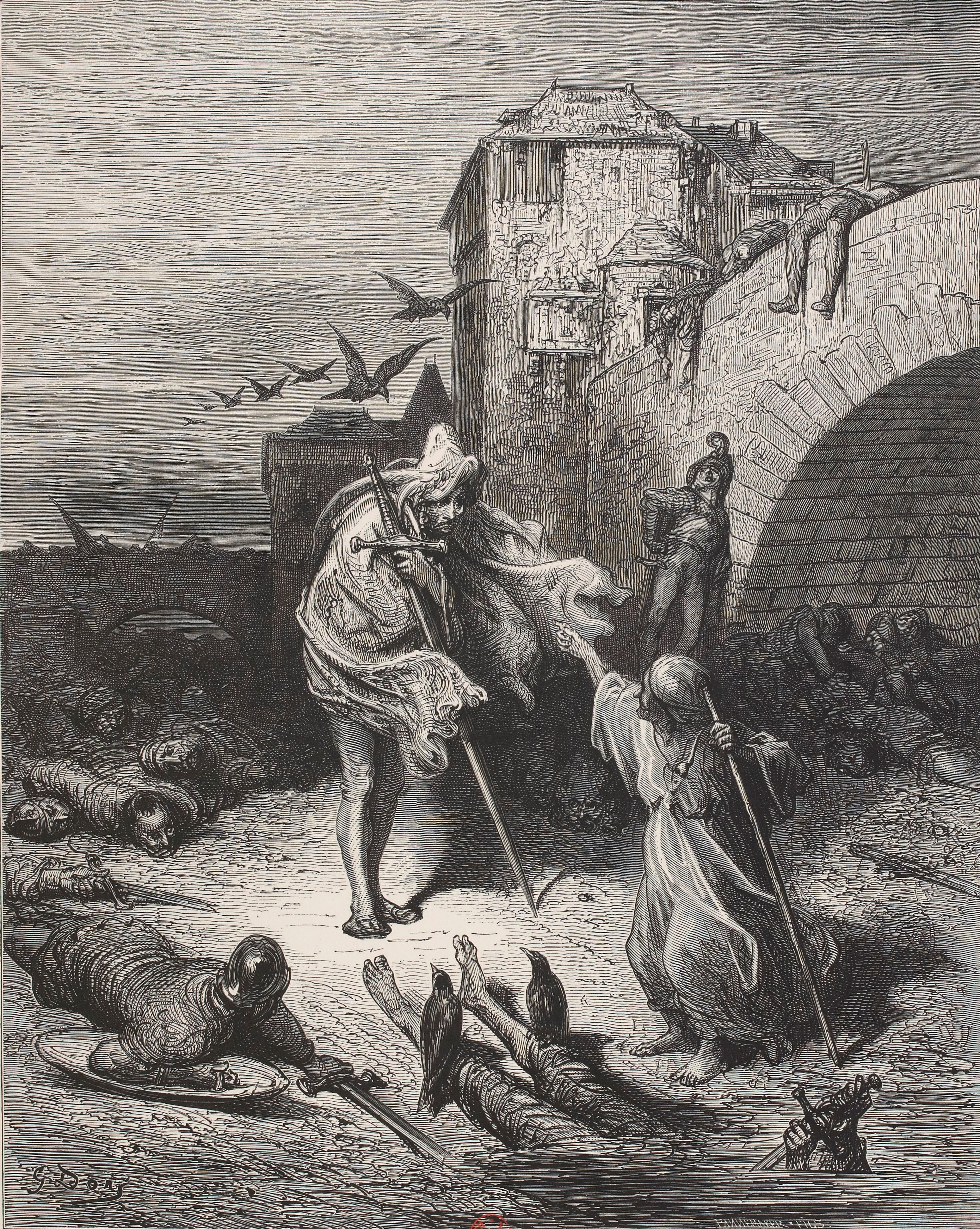
Picrochole vaincu, illustration de Gustave Doré pour Gargantua, 1873.

Picrochole est, dans le roman de François Rabelais Gargantua, le roi qui attaque le royaume de Grandgousier.
Il donne son nom à la guerre qui les oppose : l'expression « guerre picrocholine » et l'adjectif « picrocholin » sont passés dans le langage courant pour qualifier un conflit absurde, déclenché pour des motifs insignifiants.

## Origine
Le mot « Picrochole » vient des mots grecs « πικρός » (pikrós) : piquant, aigu, aigre (d'où dur, cruel, irritable) et « χολή » (cholḗ) : bile (d'où « χολέρα » : choléra, colère) et pourrait donc se traduire littéralement par « bile amère »  et culturellement par « de mauvaise humeur », « d'humeur acerbe ».

## Symbole
Picrochole est l'exemple type du mauvais roi, que François Rabelais cherche à dénoncer, par opposition au bon roi, représenté par Grandgousier, père de Gargantua. Emporté par un caractère revanchard et belliqueux et par une folie mégalomane, il provoque pour des raisons futiles un conflit avec le royaume de Grandgousier. Finalement, la guerre de conquête qu'il a lancée contre son voisin se finit pour lui par une déroute totale. 
Il semblerait que ce personnage ait été inspiré par le seigneur de Lerné, M. Gaucher de Sainte-Marthe ; ce dernier était, depuis des lustres, en conflit avec la famille Rabelais pour une histoire de droit de pêche.
Il est par ailleurs probable que Rabelais, en créant le personnage de Picrochole, a également voulu tourner en dérision la soif de conquête de Charles Quint, empereur romain germanique dont il était le contemporain,.